# کالاماریا
شهر کالاماریا در استان مقدونیه مرکزی در کشور یونان واقع شده است که دارای جمعیت ۹۳٬۵۸۴  نفر می‌باشد.